# Suonteenselkä
Suonteenselkä är en sjö i Finland. Den ligger i Suonenjoki i landskapet Norra Savolax, i den centrala delen av landet, 290 km norr om huvudstaden Helsingfors. Suonteenselkä ligger 98 meter över havet.